# Radomír Šimůnek (1983)
Radomír Šimůnek Junior (Pilsen, 6 september 1983) is een Tsjechisch oud-veldrijder. Radomír Šimůnek is de zoon van zijn gelijknamige vader die ook een succesvol veldrijder was in de jaren 80 en 90. In 2010 won hij de memorialwedstrijd van zijn vader, de Radomir Simunek-Memorial.
Zijn profcarrière liep van 2006 tot 2016. Zijn grootse overwinning is de wereldbeker van Tábor, eind 2006. 

## Palmares
| Seizoen   | Wereldbeker | TOI TOI Cup           | WK  | TK     | Overige          | Totaal aantal zeges |
| --------- | ----------- | --------------------- | --- | ------ | ---------------- | ------------------- |
| 2003-2004 |             |                       | NVT | Brons  |                  | 0                   |
| 2004-2005 |             | Lostice               | NVT | Brons  |                  | 1                   |
| 2005-2006 |             |                       | 11e | Brons  |                  | 0                   |
| 2006-2007 | Tábor       | Mlada Boleslav        | DNF | Brons  |                  | 2                   |
| 2007-2008 |             |                       | 5e  | Zilver | Antwerpen        | 1                   |
| 2008-2009 |             |                       | 26e | Zilver | Lebbeke          | 1                   |
| 2009-2010 |             |                       | 8e  | 5e     |                  | 0                   |
| 2010-2011 |             |                       | 8e  | DNF    | Antwerpen, Tábor | 2                   |
| 2011-2012 |             |                       | 8e  | Zilver |                  | 0                   |
| 2012-2013 |             | Lostic                | 7e  | DNF    |                  | 1                   |
| 2013-2014 |             |                       | 9e  | 4e     |                  | 0                   |
| 2014-2015 |             |                       | 39e | DNF    |                  | 0                   |
| 2015-2016 |             | Louny, Mlada Boleslav | 9e  | Goud   |                  | 0                   |
| 2016-2017 |             | Jabkenice             | DNS | DNS    |                  | 1                   |

Boucher · Bouquet · Castresana · Coenen · Commeyne · Day · Gabriel · Gardeyn · Hunt · Laidoun · Omloop · Paumier · Planckaert · Pronk · Renders · Roodhooft · Šimůnek · Thijs · Traksel · Trouvé · Van de Wouwer · van Dijk · Vandenbroucke · Vanderaerden · Vanhaecke · Vannoppen · Wuyts · De Gruyter (stagiair) · De Leener (stagiair) · Suray (stagiair)
Albert · Commeyne · Daelmans · De Gruyter · Geluykens · Huys · Ilegems · Penne · Roodhooft · Šimůnek · Smeulders · Van Den Bosch · E.van IJzendoorn · R.van IJzendoorn · Vannoppen · Wuyts
Albert · Commeyne · De Gruyter · Denolf · Huys · Penne · Renders · Roodhooft · Šimůnek · Streel · Traksel · Van Den Bosch · Van Den Brande · E.van IJzendoorn · R.van IJzendoorn · Van Loocke · Wijnands · Wuyts
Aernouts · Albert · Denolf · Helminen · Huys · Mortelmans · Renders · Šimůnek · Van Den Bosch · Van Den Brande · Vanthourenhout · Verboven · Walsleben
Aernouts · Albert · Bosmans · Denolf · Jouffroy · Leemans · Petruš · Šimůnek · Van den Abeele · Vanthourenhout · Walsleben
Aernouts · Albert · Bosmans · Cant · Denolf · Franzoi · Huenders · Jouffroy · Leemans · Petruš · Šimůnek · Van den Abeelde · van der Poel · Vanthourenhout · Vermeersch · Walsleben
Adams · Albert · Bosmans · Cant · Franzoi · Huenders · Jouffroy · Meisen · Šimůnek · van der Poel · Vanthourenhout · Vermeersch · Walsleben
Adams · Albert · Bosmans · Meisen · Petruš · Šimůnek · van der Poel · D.Vanthourenhout · M.Vanthourenhout · Vermeersch · Walsleben
Aernouts · Bína · Cant · Gil · Hofman · Meisen · Šimůnek · D.Sweeck · H.Sweeck · L.Sweeck · Taramarcaz